# تپه قلعه رشیدآقا
تپه قلعه رشیدآقا مربوط به عصر مس و سنگ - هزاره سوم و ۲ قبل از میلاد است و در شهرستان سرپل ذهاب، بخش مرکزی، دهستان حومه سرپل، ۲۳۰ متری جنوب روستای قلعه رشیدآقا واقع شده و این اثر در تاریخ ۲۶ اسفند ۱۳۸۷ با شمارهٔ ثبت ۲۵۶۲۴ به‌عنوان یکی از آثار ملی ایران به ثبت رسیده است.